# Give It Up to Me
«Give It Up to Me» — это песня колумбийской певицы и автора песен Шакиры, при участии американского рэпера Лила Уэйна. Трек вошел в 8 студийный альбом певицы «She Wolf». Он был выпущен 19 октября 2009 года на лейбле Epic Records как третий сингл с альбома. Продюсером трека является Timbaland. В музыкальном плане «Give It Up to Me» — это песня синти-попа и хип-хопа, включающая в себя сексуально внушающие слова.
После выпуска песня получила в целом положительные отзывы от музыкальных критиков, которые высоко оценили ее производство и сотрудничество с Лил Уэйн и Тимбалэнд. Трек достиг 29 строчки Billboard Hot 100, а позже получил золотую сертификацию Ассоциацией звукозаписывающей индустрии Америки (RIAA). Песня достигла умеренного успеха в Австралии, Канаде и Европе. Клип на песню был снят Софи Мюллер, премьера состоялась 17 ноября 2009 года. Видеоклип получил неоднозначные отзывы от критиков, которые были неоднозначны в отношении хореографии и постановки.